# A kelletlen sárkány
A kelletlen sárkány (eredeti cím: The Reluctant Dragon) 1941-ben bemutatott amerikai családi film, amelyben élő és rajzolt szereplők közösen szerepelnek. A film első 25 perce fekete-fehér, a maradék színes. A film egy része élőszereplős, négy animációs rész található benne, amelyből egy (szépia színezésű) fekete-fehér és három színes (Technicolor). Az animációs részek összesen 40 percet tesznek ki.

## Szereplők

### Élőszereplők
- Robert Benchley – Robert Benchley
- Frances Gifford – Doris
- Buddy Pepper – Humphrey
- Nana Bryant – Mrs. Benchley
- Florence Gill – önmaga
- Clarence Nash – önmaga
- Norman Ferguson – önmaga
- Ward Kimball – önmaga
- Jimmy Luske – Jimmy
- Alan Ladd – Al
- Truman Woodworth – önmaga
- Hamilton MacFadden – önmaga
- Maurice Murphy – Maurice
- Staff of the Walt Disney Studio
- Frank Churchill – önmaga
- Louise Currie
- John Dehner
- Walt Disney – önmaga
- Lester Dorr – Slim
- Frank Faylen – Frank
- Henry Hall – Rendőr őr a stúdiónál
- Verna Hillie
- Jimmy MacDonald – Hangeffekt technikus
- Gerald Mohr – Őr a stúdiónál
- Fred Moore – önmaga
- George Offerman Jr.
- Steve Pendleton – Humphrey főnöke
- Wolfgang Reitherman – önmaga

### Firkaszereplők
- J. Donald Wilson – Kelletlen sárkány narrátora hangja (Haás Vander Péter)
- Barnett Parker – Sárkány hangja (Pusztaszeri Kornél)
- Claud Allister – Sir Giles hangja (Orosz István)
- Billy Lee – Juhászfiú hangja (Ungvári Gergely)
- Jack Mercer – Juhász hangja (Bolla Róbert)
- Clarence Nash – Donald Duck hangja
- Pinto Colvig – Goofy hangja
- Florence Gill – Clara Cluck hangja
- John McLeish – Narrátor hangja
- Gerald Mohr – Wheems baba narrátora hangja
- Leone Le Doux, Raymond Severn – Wheems baba hangja
- Ernie Alexander – Wheems apja hangja
- Linda Marwood – Wheems anyja hangja
- Eddie Marr – Walter Winchell hangja
- Jack Young – FDR hangja

## Magyar megjelenése
A Disney história 6. kötetében, csupán a Mickey egér és az égig érő paszuly című rajzfilmmel együtt jelent meg DVD-n.

## Fordítás
- Ez a szócikk részben vagy egészben  a   The Reluctant Dragon (film) című angol Wikipédia-szócikk fordításán alapul.  Az eredeti cikk szerkesztőit annak laptörténete sorolja fel. Ez a jelzés csupán a megfogalmazás eredetét és a szerzői jogokat jelzi, nem szolgál a cikkben szereplő információk forrásmegjelöléseként.